# Zambia Congress of Trade Unions
Zambia Congress of Trade Unions (ZCTU) are den primære hovedorganisation for fagforbund i Zambia. ZCTU blev stiftet i 1964. ZCTU blev dannet for at erstatte den tidligere United Trade Union Congress. Den har 33 tilknyttede fagforeninger.
Zambias senere præsident Frederick Chiluba var formand for ZCTU 1974-1991. ZCTUs nuværende præsident er Nkole Chishimba, mens Cosmas Mukuk er generalsekretær-
ZCTU er tilknyttet International Trade Union Confederation.